# Maple Valley (Washington)
Maple Valley az Amerikai Egyesült Államok északnyugati részén, Washington állam King megyéjében elhelyezkedő város. A 2010. évi népszámlálási adatok alapján 22 684 lakosa van.

## Történet
Az első telepesek az 1857-ben ideérkező George Ames, Henry Sidebotham és C. O. Russell voltak. A település elnevezéséről szavazást tartottak: Ames a Vine Mapley Valley, Russell viszont a Maple Ridge nevet javasolta. A háromból ketten Ames verziójára voksoltak, így a helység neve Vine Mapley Valley lett. Megállapodtak, hogy a választókerület az első, a településen született gyermek nevét fogja felvenni, így Arthur Russell után Arthurnak keresztelték el.
1882-ben George Ames és C. O. Russell fűrészüzemet létesítettek, ahol a lakóépületekhez szükséges faanyagot dolgozták fel. A gyár kétszer leégett; ugyan mindkétszer újjáépítették, Ames elköltözött a településről.
Russel végül a Maple Valley nevet választotta a helység számára, amely a vasút megépültével a térség központja lett. A keskeny nyomtávú (1904-ben normál nyomtávúra átépített) vágányon 1885-től szállítottak szenet a közeli Black Diamond melletti bányából. 1907-ben Maple Valley lakossága a Chicago, Milwaukee, St. Paul and Pacific Railroad és a Northern Pacific Railway vasútépítési munkái, továbbá a Cedar folyó szabályozása miatt megnőtt.
1909-ben egy bolt, két szálloda, fodrászat, kovácsműhely és két szalon működött, de néhány éven belül további üzletek nyíltak. Az első, két tanteremmel rendelkező iskola 1920-ban nyílt meg, de a könnyűszerkezetes épületet 1920-ban háromszintes téglaépület váltotta. A Tahoma nevet a diákok választották a három, vonzáskörzetbe eső település (Taylor, Hobart és Maple Valley) első szótagjainak összevonásával.
A népesség további növekedésével fontos lett a mezőgazdaság is. Az 1920-as években az autók terjedésével egyre többen érkeztek a régióba; 1925-ben Tom és Kane Gaffney üdülőt és éttermet létesített a Wildernes-tó mellett. Az üdülőben 1949-ben hatvan lakószoba, valamint bowling- és golfpálya volt. A második világháborúban az üzemanyaghiány miatt a vendégek buszokkal érkeztek. A létesítmény 1964-ig működött.
A Washington State Route 18 az 1960-as években készült el. Maple Valley 1997. augusztus 31-én kapott városi rangot.

## Éghajlat
A város éghajlata óceáni (a Köppen-skála szerint Cfb).
| Hónap                         | Jan.  | Feb.  | Már.  | Ápr. | Máj. | Jún. | Júl. | Aug. | Szep. | Okt. | Nov.  | Dec.  | Év    |
| ----------------------------- | ----- | ----- | ----- | ---- | ---- | ---- | ---- | ---- | ----- | ---- | ----- | ----- | ----- |
| Rekord max. hőmérséklet (°C)  | 20,0  | 22,8  | 28,9  | 32,2 | 38,9 | 38,3 | 37,8 | 38,9 | 36,1  | 28,9 | 24,4  | 22,2  | 38,9  |
| Átlagos max. hőmérséklet (°C) | 7,2   | 8,9   | 11,7  | 14,4 | 17,8 | 21,1 | 24,4 | 24,4 | 21,1  | 14,4 | 9,4   | 0,6   | 14,6  |
| Átlagos min. hőmérséklet (°C) | 1,4   | 0,6   | 1,7   | 3,3  | 6,1  | 8,9  | 10,6 | 10,6 | 7,8   | 5,0  | 2,8   | 0,0   | 4,9   |
| Rekord min. hőmérséklet (°C)  | −16,7 | −18,0 | −11,1 | −5,0 | −5,0 | −0,6 | 1,1  | −1,7 | −5,0  | −8,3 | −15,6 | −18,0 | −18,0 |
| Átl. csapadékmennyiség (mm)   | 199   | 137   | 146   | 123  | 102  | 81   | 37   | 41   | 64    | 131  | 227   | 171   | 1459  |
| Forrás: The Weather Channel   |       |       |       |      |      |      |      |      |       |      |       |       |       |

## Népesség
A 2010-es népszámláláskor a városnak 22 684 lakója, 7679 háztartása és 6159 családja volt. A népsűrűség 1458,8 fő/km2. A lakóegységek száma 7997, sűrűségük 514,3 db/km2. A lakosok 85,8%-a fehér, 2,1%-a afroamerikai, 0,5%-a indián, 4,5%-a ázsiai, 0,4%-a a Csendes-óceáni szigetekről származik, 1,7%-a egyéb, 5%-a pedig kettő vagy több etnikumú. A spanyol vagy latino származásúak aránya 5,7% (   )
A háztartások %-ában élt 18 évnél fiatalabb. 49,9% házas, 67,1% egyedülálló nő, 9,2% egyedülálló férfi, 3,9% pedig nem család. 19,8% egyedül élt; 15%-uk 65 éves vagy idősebb. Egy háztartásban átlagosan 5 személy élt; a családok átlagmérete 2,95 fő.
A medián életkor 3,3 év volt. A város lakóinak 34,2%-a 18 évesnél fiatalabb, 32,3% 18 és 24 év közötti, 5,9%-uk 25 és 44 év közötti, 31,8%-uk 45 és 64 év közötti, 23,3%-uk pedig 65 éves vagy idősebb. A lakosok 49,4%-a férfi, 50,6%-a pedig nő.

## Oktatás
A város iskoláinak fenntartója a Tahoma Tankerület, amely Covingtonban, Hobartban és Taylorban is működtet intézményeket.

## Közbiztonság
A város rendőri feladatait a megyei seriff hivatala látja el. A rendőrök egyenruháján, kitűzőjén és járművein a város, míg jelvényükön a seriff logója szerepel.

## Nevezetes személyek
- Benicio Bryant, énekes-dalszerző[14]
- Brandi Carlile, énekes-dalszerző[15]
- Jens Pulver, küzdősportoló[16]
- Johnny Valentine, pankrátor[17]
- Omare Lowe, amerikaifutball-játékos[18]
- Richard Sherman, amerikaifutball-játékos[19]

## Fordítás
- Ez a szócikk részben vagy egészben  a   Maple Valley, Washington című angol Wikipédia-szócikk ezen változatának fordításán alapul.  Az eredeti cikk szerkesztőit annak laptörténete sorolja fel. Ez a jelzés csupán a megfogalmazás eredetét és a szerzői jogokat jelzi, nem szolgál a cikkben szereplő információk forrásmegjelöléseként.